# Airforce Delta Strike
Airforce Delta Strike, còn gọi là Airforce Delta: Blue Wing Knights tại Nhật Bản và Deadly Skies III ở châu Âu, là phần thứ ba trong loạt game Airforce Delta của Konami. Game được phát hành vào năm 2004 độc quyền trên PlayStation 2. Lối chơi rất giống với dòng game Airforce Delta trước đây.

## Cốt truyện
Cốt truyện trò chơi xảy ra trong một thời gian không xác định, nhưng có vũ khí, máy bay và môi trường mang đệm nét tương lai, khoa học viễn tưởng. Khi O.C.C. (Orbital Citizen Community), một thuộc địa không gian được đặt trên quỹ đạo của Trái Đất, bắt đầu tấn công Trái Đất để nắm quyền kiểm soát hành tinh này, EDAF (Earth Defense Allied Forces) bèn phát động chiến dịch phòng thủ. Sau một khoảng thời gian lâm trận, EDAF tự thấy mình gần như không còn lực lượng chiến đấu nào cả và quyết định chiêu mộ bất kỳ lực lượng dân quân nào góp sức cho công cuộc kháng chiến, bao gồm cả phi đội Delta Squadron tiếng xấu đồn xa. Sau đó, thủy triều bắt đầu quay lại và khi lực lượng Trái Đất tiến công, họ phát hiện ra rằng O.C.C. không phải là mối đe dọa lớn - một tổ chức từ Sao Hỏa đang lên kế hoạch tiêu diệt Trái Đất với sự giúp đỡ của thuộc địa quỹ đạo.

## Lối chơi
AFDS có nhiều chủng loại máy bay tha hồ cho người chơi lựa chọn và một loạt các nhiệm vụ hấp dẫn. Tuy nhiên, không giống như các phần trước, AFDS có tất cả dàn nhân vật kiểu anime mới được minh họa bởi Tsukasa Jun. Một số có thể được chơi như và những người khác chỉ để hỗ trợ. Mỗi nhân vật có một lựa chọn máy bay duy nhất để tiến hành phi vụ và có một loạt màn chơi khác nhau để hoàn thành. Hoàn thành một số màn chơi này sẽ mở ra các màn chơi bí mật và máy bay ẩn cho lần chơi lại. Sau khi trò chơi được hoàn thành một lần, một nhà chứa máy bay bí mật trở nên có sẵn. Khi trò chơi được hoàn thành và giành được huy chương, nhiều máy bay bí mật trở nên khả dụng hơn.

## Đón nhận
Trò chơi gặp phải sự đón nhận trung bình ngay khi phát hành; GameRankings chấm cho game số điểm 65.40%, trong lúc Metacritic cho game số điểm 66/100.